# نادي رافينا
نادي اتحاد رافينا (بالإيطالية: Ravenna Calcio SRL)‏ نادي كرة قدم إيطالي يلعب في دوري الدرجة الثالثة . تم تأسيس النادي في سنة 1913 .